# Micipsa
Micipsa, död 118 f.Kr., var kung av Numidien från 148 f.Kr.
Micipsa var Masinissas äldste son och hade till en början sina bröder Mastanabal och Gulussa till medregenter, dock på ett sätt så att han själv hade det mesta av makten. Efter sina bröders död blev han ensam härskare.
Micipsa var en trogen anhängare av Rom och särskilt nära förbunden med familjen Scipio. År 134 f.Kr. sände han romarna hjälptrupper i kriget mot Numantia under anförande av sin brorson Jugurtha. Micipsa dog 118 f.Kr., efter att ha insatt Jugurtha samt sina två söner Hiempsal och Adherbal till härskare i Numidien.
Micipsa sägs ha ägt god bildning och var en vän och främjare av den grekiska odlingen.